# Панасюк Володимир Харитонович
Володимир Харитонович Панасюк (1913–1945) — майор Робітничо-селянської Червоної Армії, учасник Великої Вітчизняної війни, Герой Радянського Союзу (1945).

## Біографія
Володимир Панасюк народився 15 липня 1913 року в селі Слюсареве Савранської волості Балтського повіту Подільської губернії (нині — Савранський район Одеської області України). Після закінчення сільгосптехнікума працював зоотехніком. У 1938 році був покликаний на службу в Робітничо-селянську Червону Армію. У тому ж році він закінчив курси молодших лейтенантів і був звільнений в запас. У 1941 році Панасюк повторно був покликаний в армію. З того ж року воював на фронтах Великої Вітчизняної війни.
До січня 1945 року майор Володимир Панасюк командував батальйоном 280-го стрілецького полку 185-ї стрілецької дивізії 47-ї армії 1-го Білоруського фронту. Відзначився під час звільнення Польщі. 15 січня 1945 року сформований підрозділ Панасюка успішно прорвав німецьку оборону в районі селища Леґьоново і переправився через Віслу, захопивши плацдарм на її західному березі. Володимир Харитонович особисто брав участь у боях, знищивши 4 ворожих солдата і ще 1 взявши в полон. 19 січня 1945 року сформований підрозділ Панасюка завдав противнику великих втрат в бою біля селища Александрув, в 27 кілометрах на північний захід від міста Лович. 26 лютого 1945 року Панасюк загинув в бою. Похований на північний захід від населеного пункту Ной-Меллентин в 10 кілометрах на південь від міста Пижице.
Указом Президії Верховної Ради СРСР від 6 квітня 1945 року майор Володимир Панасюк посмертно був удостоєний високого звання Героя Радянського Союзу. Також був нагороджений орденами Леніна і Червоного Прапора.